# Крюківський гідрологічний заказник
Крю́ківський заказник — гідрологічний заказник місцевого значення в Україні, Об'єкт природно-заповідного фонду Харківської області. 
Розташований у південно-західній частині міста Харків, між вулицею вулицею Крюківською та річкою Уда. 
Загальна площа 39,3 га. Оголошений рішенням Харківської обласної ради від 23 грудня 2005 року. Перебуває у віданні: Харківська міська рада. 
Заповідна територія розташована в Основ'янському районі, є фрагментом річкової гідрологічної системи в найширшій частині долини річки Уди (який має велике значення для процесу формування водності річки та якості її води), прилеглій до вулиці Крюківської. На території трапляються зникаючі середовища існування рослин, які за Бернською конвенцією підлягають охороні в межах Європи.

## Галерея

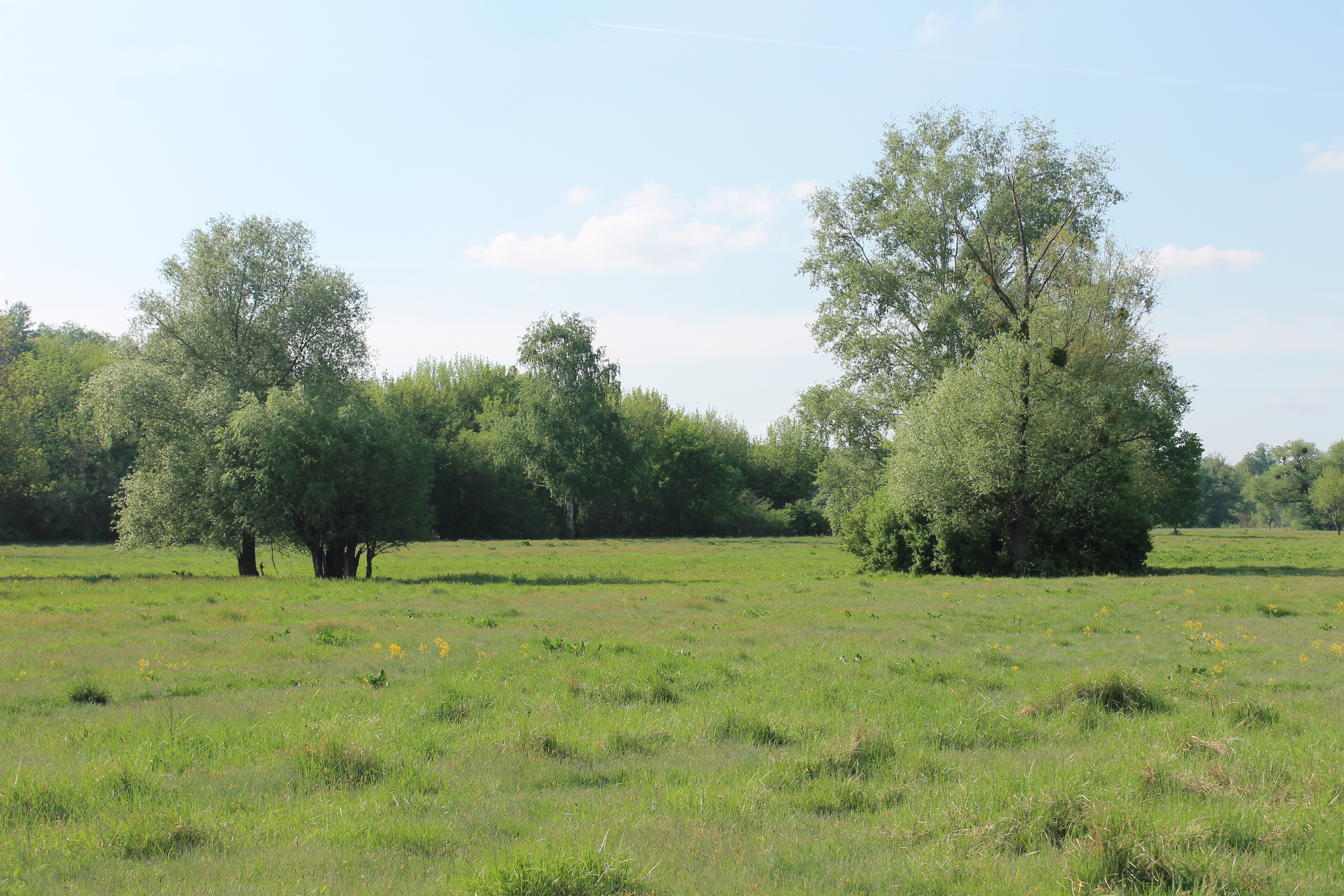
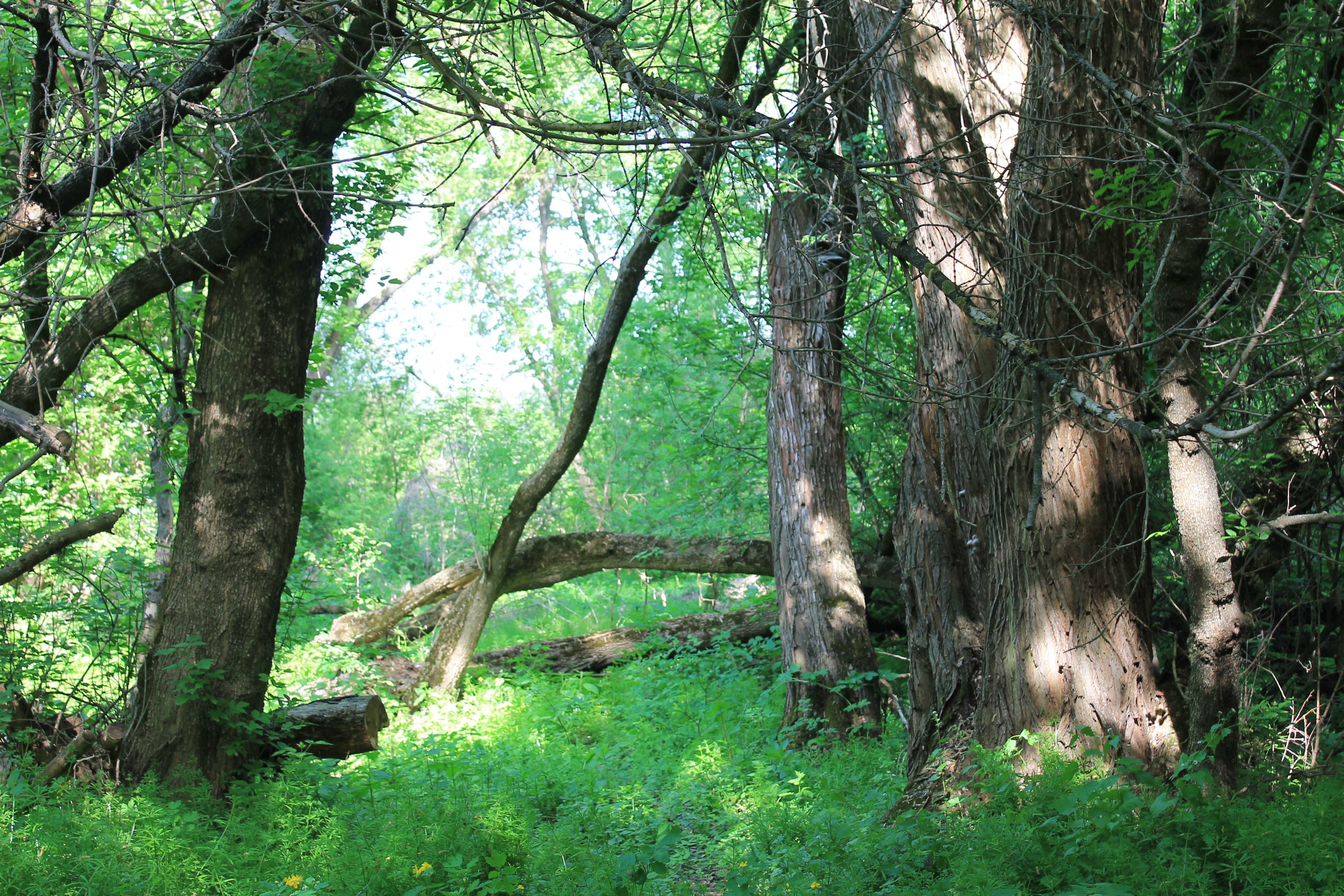
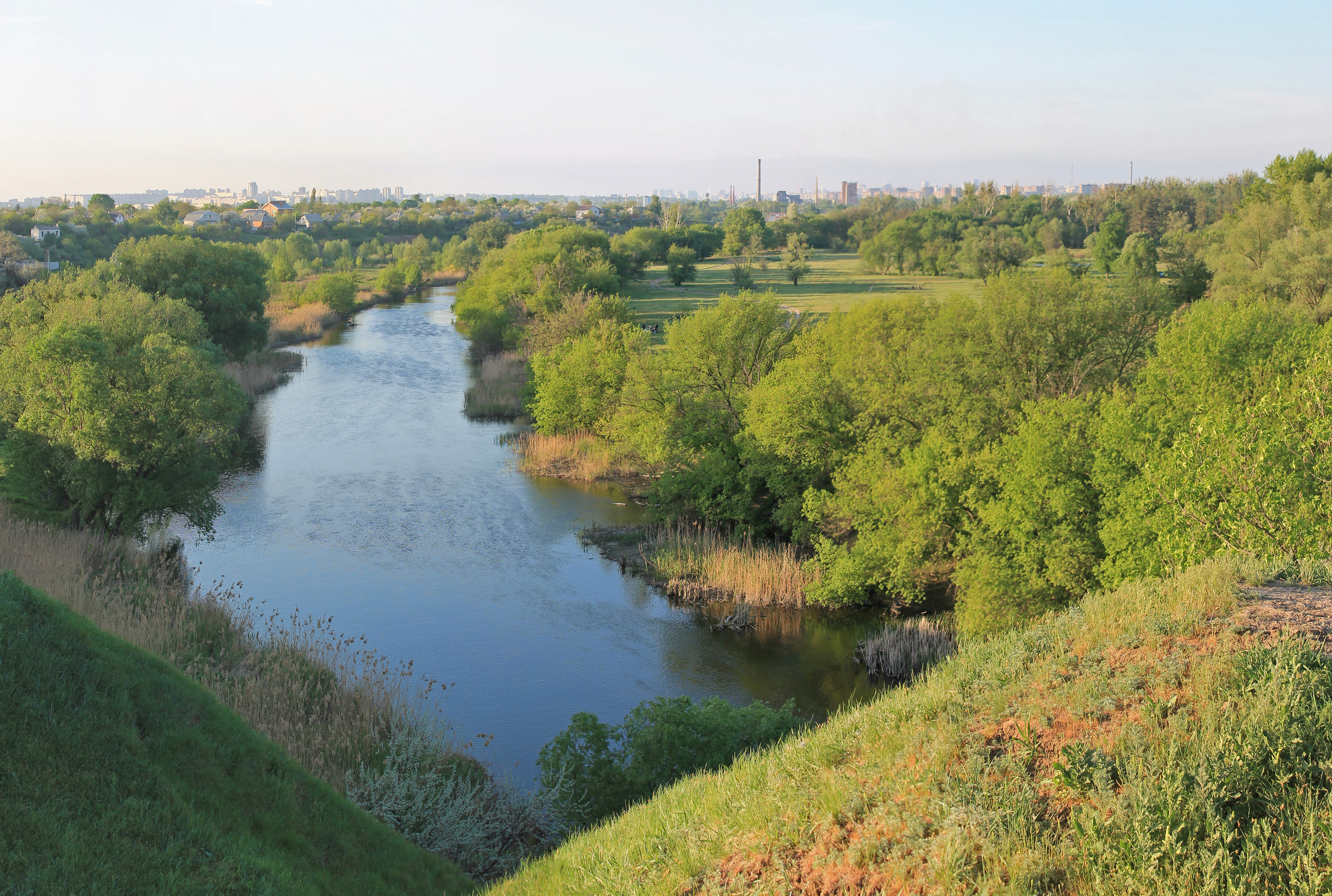
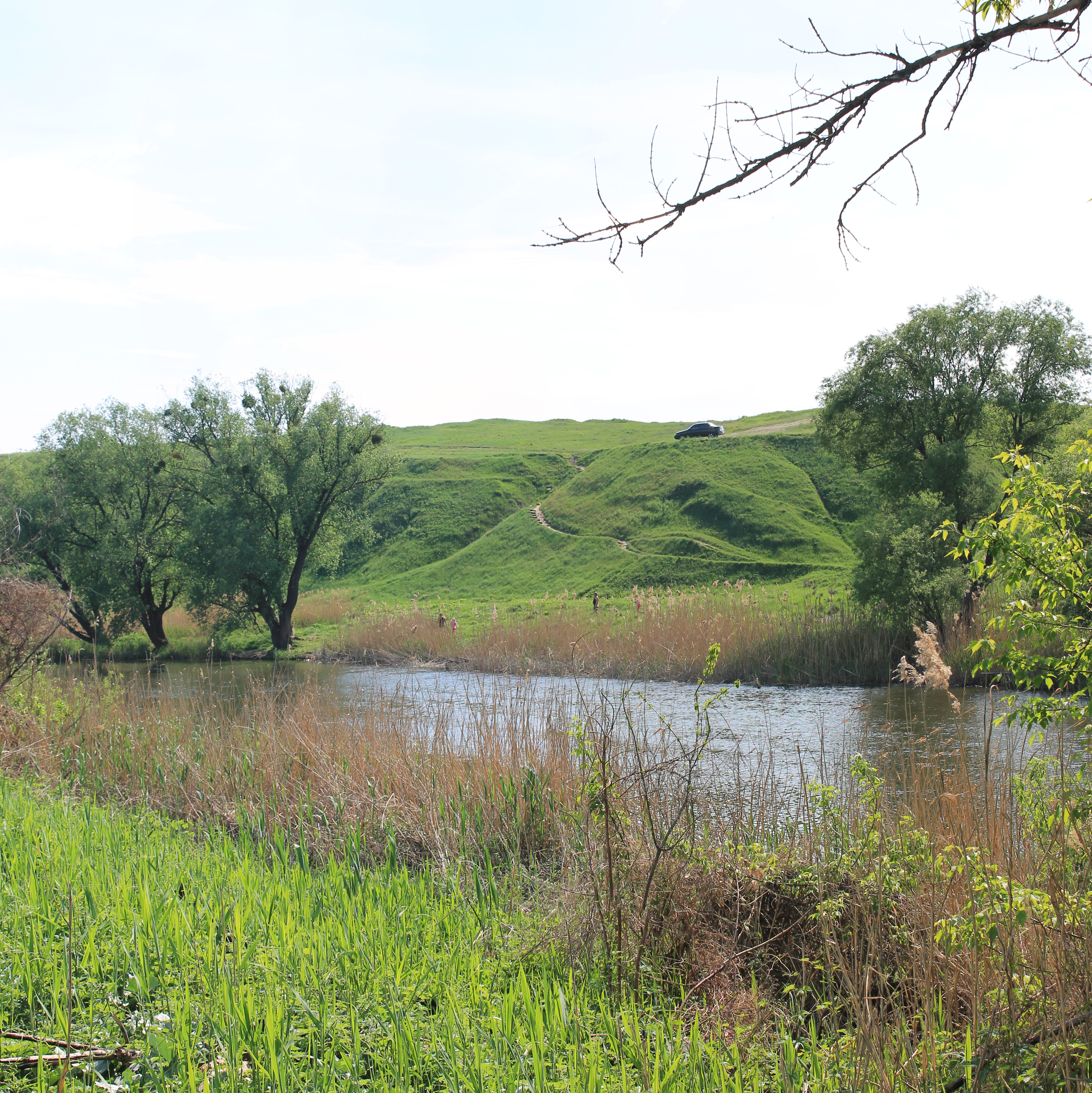
Вид на Донецьке городище